# Hands to Myself
"Hands to Myself" — пісня, записана американською співачкою Селеною Гомес для її другого студійного альбому Revival. Композиція була написана Джастіном Трентером, Джулією Майклз і спродюсована продюсерської командою Mattman & Robin і Максом Мартіном. Стилістично і лірично композиція натхненна роботами американського виконавця Прінса. «Hands to Myself» - це композиція в середньому темпі, яку можна віднести до жанрів танцювальної поп-музики і синті-попа. Вокал Селени зазнав змін: співачка використовувала високий регістр для досягнення прийому белтінга і використовувала нижній діапазон вокалу, перетворивши голос на шепіт.
«Hands to Myself» отримала визнання музичних критиків, які похвалили різнобічне вокальне виконання Гомес, а також позитивно відзначили нетипове звучання і текст композиції.
Пісня була випущена як третій сингл з альбому Revival. Сингл зайняв 7 місце в американському чарті Billboard Hot 100.